# Kike Barja
Enrique Barja Afonso, meglio noto come Kike Barja (Pamplona, 1º aprile 1997), è un calciatore spagnolo, attaccante dell'Osasuna.

## Caratteristiche tecniche
È un'ala destra.

## Carriera

### Club
Nato a Noáin, nel 2005 entra a far parte delle giovanili dell'Osasuna. Nel 2013, all'età di 16 anni, si aggrega alla formazione "B", con cui debutta in Tercera División, bagnando l'esordio con il gol del definitivo 2-0 contro l'Huarte.
Il 28 novembre 2015, segna la sua prima doppietta nella vittoria esterna per 4-0 contro il Mutilvera; sette giorni dopo ripete l'exploit nel 5-0 contro l'Erriberri.
Il 15 maggio 2017, viene promosso in prima squadra in vista della stagione 2017-2018. Cinque giorni dopo debutta subentrando a Carlos Clerc nella sconfitta per 0-5 contro il Siviglia.

### Nazionale
Ha giocato nella nazionale spagnola Under-17.

## Statistiche

### Presenze e reti nei club
Statistiche aggiornate al 14 settembre 2024.
| Stagione        | Squadra         | Campionato | Campionato | Campionato | Coppe nazionali | Coppe nazionali | Coppe nazionali | Coppe continentali | Coppe continentali | Coppe continentali | Altre coppe | Altre coppe | Altre coppe | Totale | Totale | Totale |
| Stagione        | Squadra         | Comp       | Pres       | Reti       | Comp            | Pres            | Reti            | Comp               | Pres               | Reti               | Comp        | Pres        | Reti        | Pres   | Reti   |        |
| --------------- | --------------- | ---------- | ---------- | ---------- | --------------- | --------------- | --------------- | ------------------ | ------------------ | ------------------ | ----------- | ----------- | ----------- | ------ | ------ | ------ |
| 2016-2017       | Osasuna         | PD         | 1          | 0          | CR              | 0               | 0               |                    | -                  | -                  |             | -           | -           | 1      | 0      |        |
| 2017-2018       | Osasuna         | SD         | 19         | 1          | CR              | 1               | 0               |                    | -                  | -                  |             | -           | -           | 20     | 1      |        |
| 2018-2019       | Osasuna         | SD         | 34         | 3          | CR              | 1               | 0               |                    | -                  | -                  |             | -           | -           | 35     | 3      |        |
| 2019-2020       | Osasuna         | PD         | 8          | 0          | CR              | 2               | 0               |                    | -                  | -                  |             | -           | -           | 10     | 0      |        |
| 2020-2021       | Osasuna         | PD         | 33         | 2          | CR              | 4               | 4               |                    | -                  | -                  |             | -           | -           | 37     | 6      |        |
| 2021-2022       | Osasuna         | PD         | 21         | 2          | CR              | 3               | 0               |                    | -                  | -                  |             | -           | -           | 24     | 2      |        |
| 2022-2023       | Osasuna         | PD         | 27         | 1          | CR              | 8               | 1               |                    | -                  | -                  |             | -           | -           | 35     | 2      |        |
| 2023-2024       | Osasuna         | PD         | 16         | 0          | CR              | 2               | 0               | UECL               | 2                  | 0                  | SS          | 1           | 0           | 21     | 0      |        |
| 2024-2025       | Osasuna         | PD         | 0          | 0          | CR              | 0               | 0               |                    | -                  | -                  |             | -           | -           | 0      | 0      |        |
| Totale Osasuna  | Totale Osasuna  |            | 159        | 9          | CR              | 21              | 5               | UECL               | 2                  | 0                  | SS          | 1           | 0           | 183    | 14     |        |
| Totale carriera | Totale carriera |            | 159        | 9          | CR              | 21              | 5               | UECL               | 2                  | 0                  | SS          | 1           | 0           | 183    | 14     |        |